# اولجلر
اولجلر (به ترکی آذربایجانی: Ölcələr) یک منطقه مسکونی در جمهوری آذربایجان است که در شهرستان ایمیشلی واقع شده است. اولجلر ۴۹۸ نفر جمعیت دارد.

## تاریخچه
در ۲۹ آوریل ۱۹۹۲ دولت جمهوری آذربایجان نام کویبیشف را به اولجلر تغییر داد.